# كارل فرايدبيرغ
كارل فرايدبيرغ (بالألمانية: Carl Friedberg)‏ هو معلم موسيقى وعازف بيانو ألماني، ولد في 18 سبتمبر 1872 في بينغن آن در راين في ألمانيا، وتوفي في 9 سبتمبر 1955 في ترييستي في إيطاليا.

## وصلات خارجية
- كارل فرايدبيرغ على موقع ميوزك برينز (الإنجليزية)